# Тимохин, Гурий Николаевич
Гурий Николаевич Тимохин (1922—1996) — ефрейтор Советской Армии, участник Великой Отечественной войны, Герой Советского Союза (1945).

## Биография
Гурий Тимохин родился 22 июля 1922 года в Дорогобуже. Окончил семь классов школы. В 1941 году Тимохин был призван на службу в Рабоче-крестьянскую Красную Армию. С сентября того же года — на фронтах Великой Отечественной войны.
К январю 1945 года ефрейтор Гурий Тимохин был старшим разведчиком 685-го лёгкого артиллерийского полка 15-й лёгкой артиллерийской бригады 3-й артиллерийской дивизии прорыва 5-й гвардейской армии 1-го Украинского фронта. Отличился во время боёв в Германии. 25 января 1945 года Тимохин в составе передового отряда переправился через Одер в районе деревни Гросс и провёл разведку вражеской огневой системы, обнаружив в общей сложности месторасположение 12 пулемётов, 3 батарей миномётов и 4 противотанковых орудий.
Указом Президиума Верховного Совета СССР от 10 апреля 1945 года ефрейтор Гурий Тимохин был удостоен высокого звания Героя Советского Союза с вручением ордена Ленина и медали «Золотая Звезда».
В 1948 году Тимохин был демобилизован. Проживал и работал в Москве. Умер 23 декабря 1996 года.
Был также награждён орденом Отечественной войны 1-й степени и рядом медалей.